# Zažablje
Zažablje ist eine Gemeinde in der Gespanschaft Dubrovnik-Neretva, Kroatien. Zažablje hat 757 Einwohner, fast alle Kroaten.

## Ortsteile
Laut Volkszählung 2011:
- Badžula, 73
- Bijeli Vir, 292
- Dobranje, 6
- Mislina, 50
- Mlinište, 335
- Vidonje, 1